# Dorotheenstraße 12 (Bad Homburg)

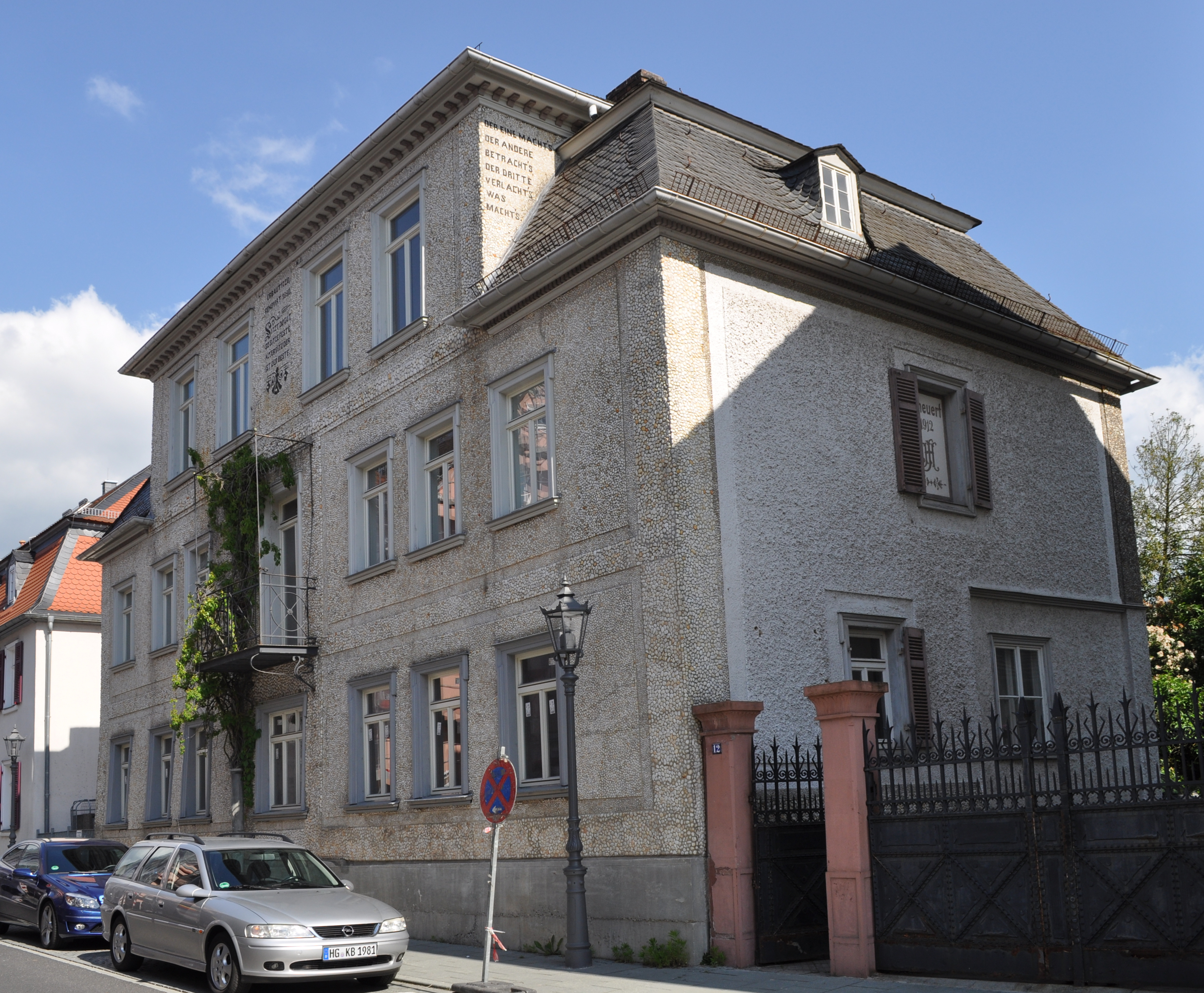
Dorotheenstraße 12

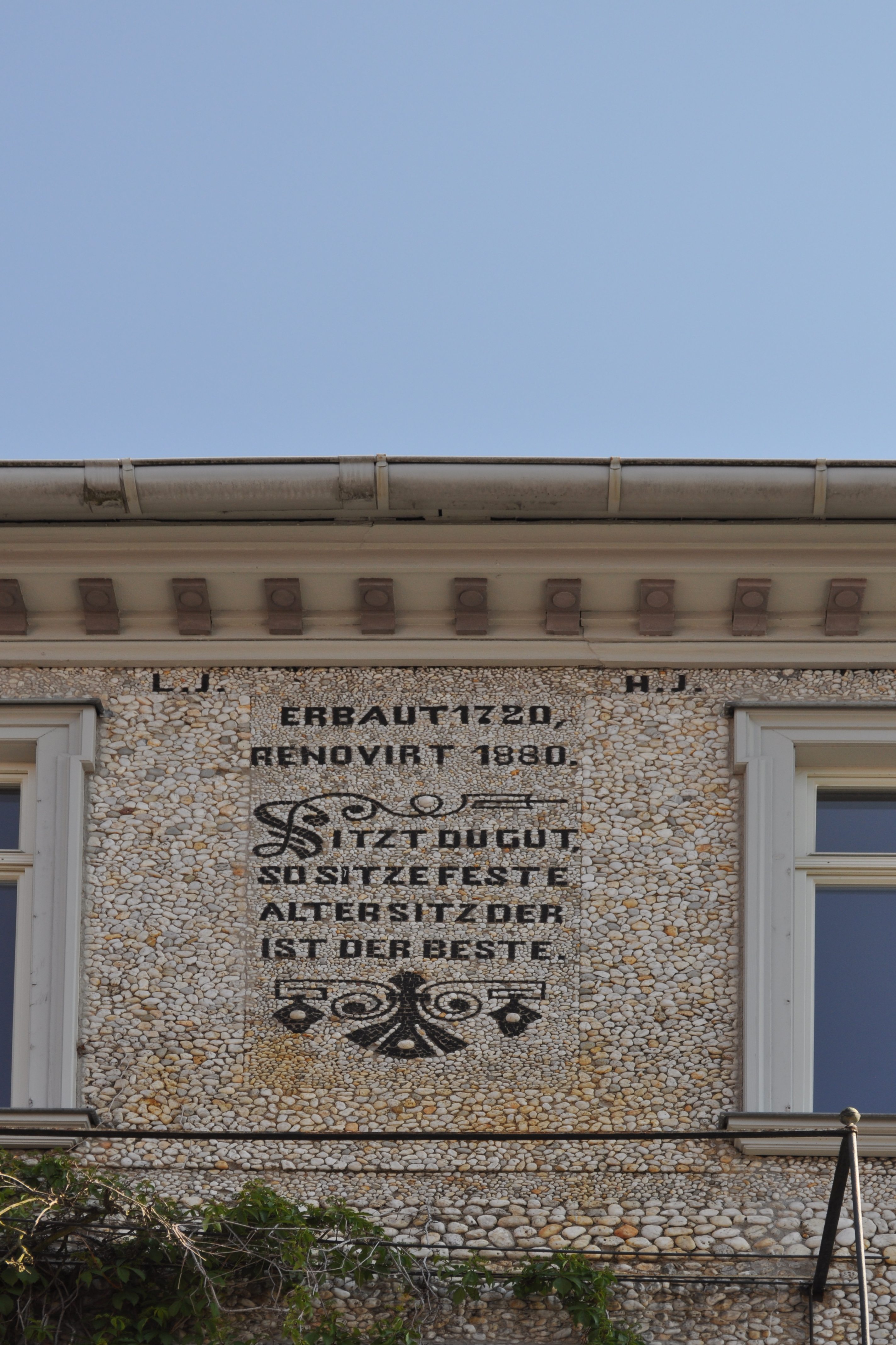
Dorotheenstraße 12, Inschrift

Das denkmalgeschützte Haus Dorotheenstraße 12 in der Dorotheenstraße in Bad Homburg vor der Höhe wurde 1719 erbaut und war das Geburtshaus von Louis Jacobi.

## Geschichte
1719 wurde das Haus als eines der ersten in der neu eingerichteten Dorotheenstraße für den vermögenden Frankfurter Bürger Johann Rothuber erbaut. 1722 erwarb Juliane von Günderode das Haus, um es 1730 für 4.500 Gulden an den Geheimen Rat Samuel von Ploennis und seine Frau, eine geborene Gräfin von Solms-Laubach-Wildenfels zu verkaufen. Herr von Ploennis richtete in einem kleinen Anbau ein Labor ein und betrieb alchemistische Experimente. Nach seinem Tod im Jahr 1742 waren unter anderem der Hofgerichtsrat Rath und eine Freifrau von Sinclair Eigentümer und Bewohner des Hauses.

## Louis Jacobi
1837 kaufte der Leiblakai des Landgrafen Ludwig, der spätere Haushofmeister Christian Jacobi das Haus. 1865 erbte sein Sohn, der berühmte Architekt, Ehrenbürger von Bad Homburg vor der Höhe und Wiedererbauer der Saalburg das Vaterhaus. Ab 1867 baute er es um und schuf damit ein einzigartiges Haus in der Dorotheenstraße. Er verlegte die Haustür von der Frontseite nach hinten und baute 1870 das Mansarddach in ein weiteres Geschoss um, um Platz für seine Bibliothek zu schaffen. 1880 ließ Louis Jacobi die gesamte Hausfront mit Kieselsteinen bestücken (Inkrustation). Drei Inschriften mit Sinnsprüchen wurden mit dunklen Steinen über dem Balkon und seitlich vom Giebel eingelassen. Ab 1885 erfolgte der Ausbau des niederen Hinterhauses.
Louis Jacobi empfing in diesem Haus viele prominente Gäste, darunter den späteren Kaiser Friedrich III. und am 21. April 1906 Kaiser Wilhelm II. und seine Frau.
Nachdem Louis Jacobi 1910 in diesem Haus starb, nutzten sein Sohn Dr. Heinrich Jacobi bis zu seinem Tod 1946 und seine Witwe Johanna geborene Trapp bis zu ihrem Tod 1954 das Gebäude. 1956 kaufte der Arzt Dr. Albin Müller das Haus, das seitdem in Familienbesitz ist.

## Baubeschreibung
Das zweigeschossige Wohnhaus mit Drempel hat ein breit gelagertes Zwerchhaus und eine siebenachsige Fassade mit ungewöhnlich vielen Fenstern. Trotz der Umbauten ist das Haus im Kern barock. Louis Jacobi hatte 1886 auch den Anbau des zweigeschossigen, als folkloristische Holzkonstruktion gestalteten und in Teilen erhaltenen Nebengebäudes vorgenommen. Dieser Anbau öffnet sich zum Hofraum und zum Garten. Er hat in Ecklage einen auf Knaggen ruhenden, sechsseitigen Turm, der mit seinen buntgläsernen Butzenscheiben und der Wetterfahne den malerisch fantasievollen Gesamteindruck unterstreicht. Aus architekturgeschichtlichen Gründen steht das Haus unter Denkmalschutz.